# 3C 273
3C 273 er en kvasar i stjernebilledet Jomfruen som klassificeres som en blazar.
3C 273 er den optisk lysstærkeste kvasar på himlen, med en tilsyneladende størrelsesklasse på 12,9. Den er også et af de lysstærkeste objekter vi kender til i universet, med en absolut størrelsesklasse på -26,7. Det betyder at hvis kvasarens samlede lys var samlet i et punkt og placeret i 10 parsec afstand (ca.= 3,085 × 10^8 millioner km), dvs. standarden for måling af absolutte størrelsesklasser, skulle 3C 273 på denne afstand lyse ligeså kraftigt som Solen 149,6 millioner km væk.

## Opdagelse
Maarten Schmidt opdagede i 1963, ved en nærmere granskning af tidligere katalogiserede kosmiske radiokilder, at 3C 273 fra Martin Ryles Third Cambridge Catalogue ("3C") har en ret stor rødforskydning, som ikke passede med datidens teorier om punktformede kilder. Radiogalaksen 3C 273 var derfor kun quasi stellar, hvilket førte til betegnelsen "quasar" (kvasar). 3C 273 har en rødforskydning z=0,158, svarende til en afstand på 746,9 Mpc, omregnet til cirka 2,4 milliarder lysår.